# フィリップ・ド・ラースロー
フィリップ・アレクシス・ド・ラースロー（英: Philip Alexius de László、洪: László Fülöp Elek [ˈlɑ̈ːsloː ˈfyløp ˌɛlɛk] ラースロー・フュレプ・エレク, 1869年4月30日 - 1937年11月22日）は、ハンガリー出身のイギリスの画家。王侯貴族や社交界の名士の肖像画家として活動した。

## 生涯
ユダヤ人の貧しい仕立屋の長男ラウブ・フュレプ・エレク（Laub Fülöp Elek [ˈlɒub ˈfyløp ˌɛlɛk]）としてブダペストに生まれた。1891年、家族と共にラースローと改姓した。最初、国立美術アカデミーに籍を置き、セーケイ・ベルタラン (Székely Bertalan) やロッツ・カーロイ (Lotz Károly) の下で美術を学ぶかたわら、写真家の下でも見習いとして働き、ミュンヘンやパリで絵の腕を磨いた。1884年にユダヤ教からカトリックに改宗した。
1892年、ラースローはミュンヘンにおいて、アイルランドのビール醸造業者ギネス家の一員であるルーシー・ギネス（Lucy Madeleine Guinness）と知り合った。2人はギネス家から8年間もの間交際を禁じられていたが、1900年になって結婚を許されプロテスタントに改宗した。妻がもつ上流階級とのコネクションは、ラースローが貴顕、名士や有名人から肖像画の注文を得るうえで非常に有利に働いた。夫婦は5男1女の6人の子供に恵まれ、さらに17人の孫を持った。子孫の多くはイギリスの貴族階級の仲間入りをした。
ラースローは、1900年のパリ万国博覧会に出品した教皇レオ13世の肖像画で、金メダルを獲得し、肖像画家としての地位を確立した。1903年、ブダペシュトからウィーンに居を移し、1907年にイギリスに渡った。ラースローはその後、殺到する制作依頼に追われて世界中を飛び回りながら、終生ロンドンを活動拠点とした。
ラースローの注文主たちは、彼に多くの勲章や栄典を与えた。1909年、イギリス王エドワード7世よりロイヤル・ヴィクトリア勲章を授けられた。1912年、故国ハンガリーの君主であるオーストリア皇帝フランツ・ヨーゼフ1世は、ラースロー・ド・ロンボシュ（László de Lombos [ˈlɑ̈ːsloː dø ˈlomboʃ]）の姓を与えてラースローを貴族に列した。ただし、彼の家族は後に姓をド・ラースローに縮めている。
1914年にイギリスに帰化したものの、第1次世界大戦中の1917年末から1918年の年明けまで2か月間、敵国人として収容所に抑留された。1936年に心臓発作に倒れ、翌1937年、ロンドン近郊ハムステッドの自宅で2度目の発作を起こして死去。

## 作品

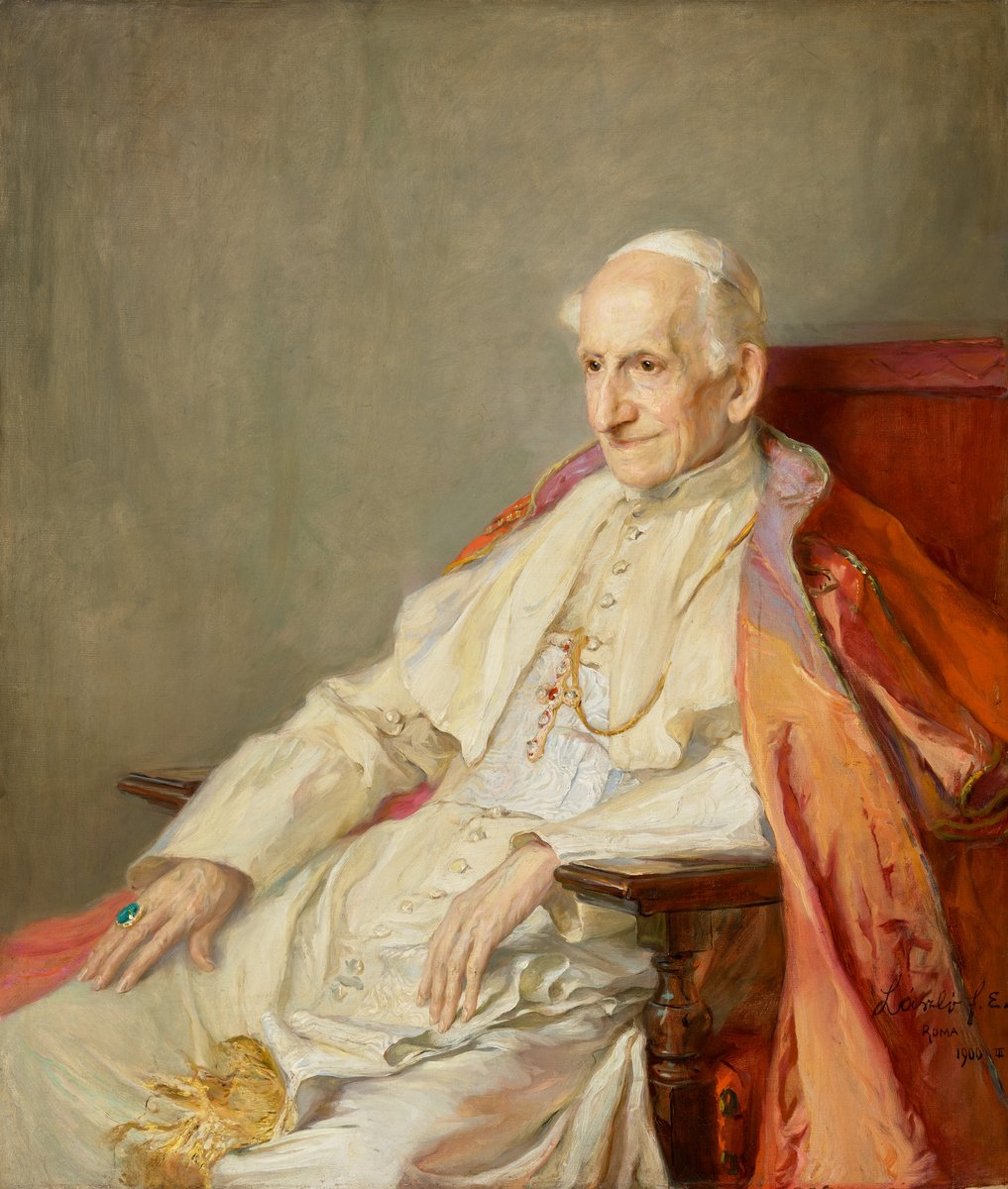
教皇レオ13世（1900年）
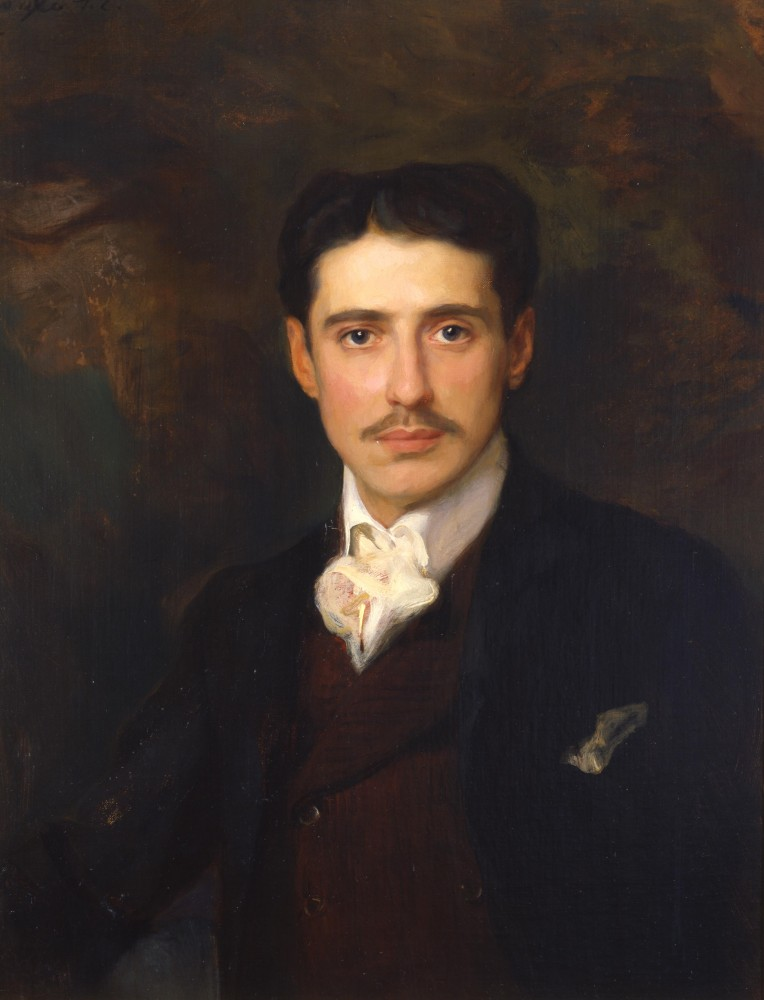
アルマン・ド・グラモン公爵（1904年）
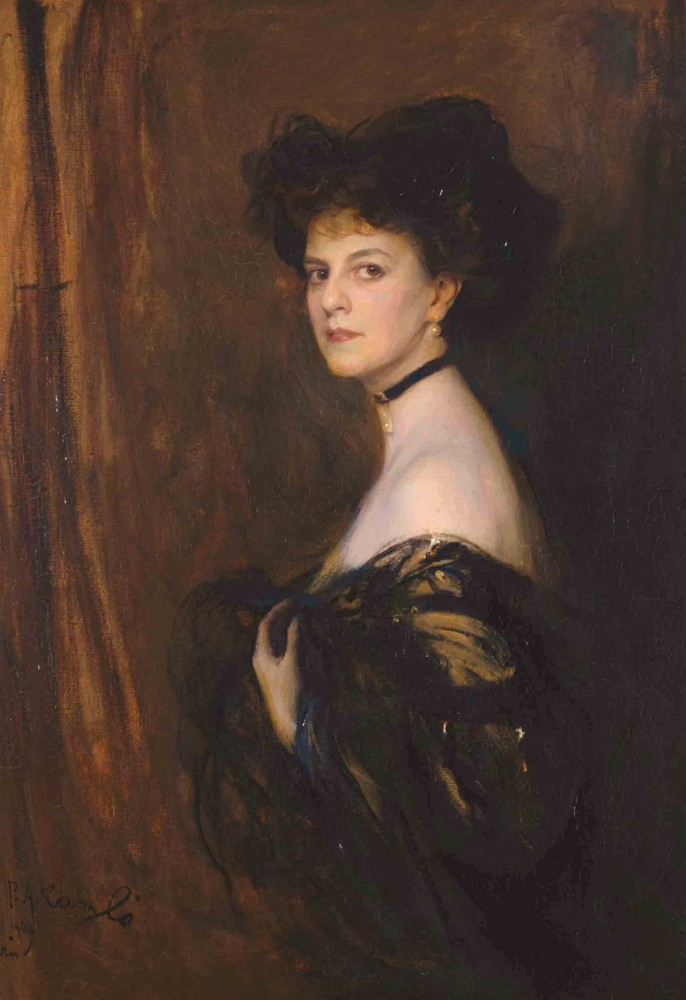
グレフュール伯爵夫人エリザベート（1905年）
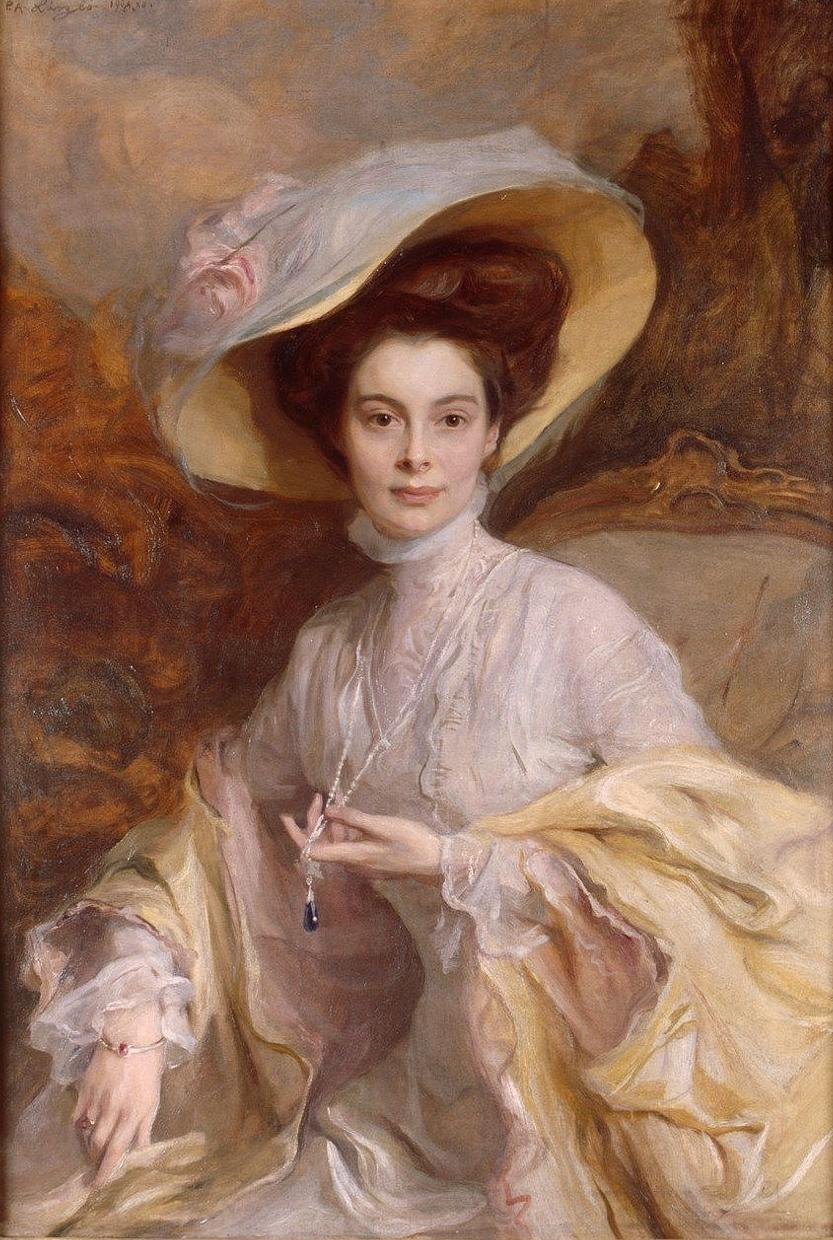
ドイツ皇太子妃ツェツィーリエ（1908年）
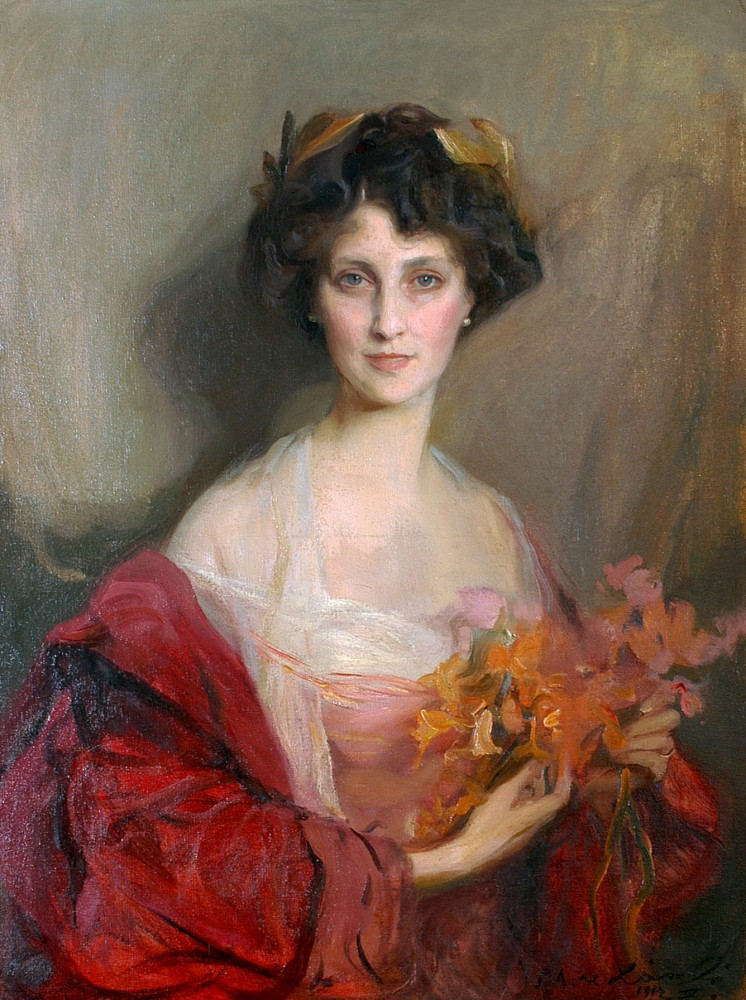
ポートランド公爵夫人ウィニフレッド（1912年）
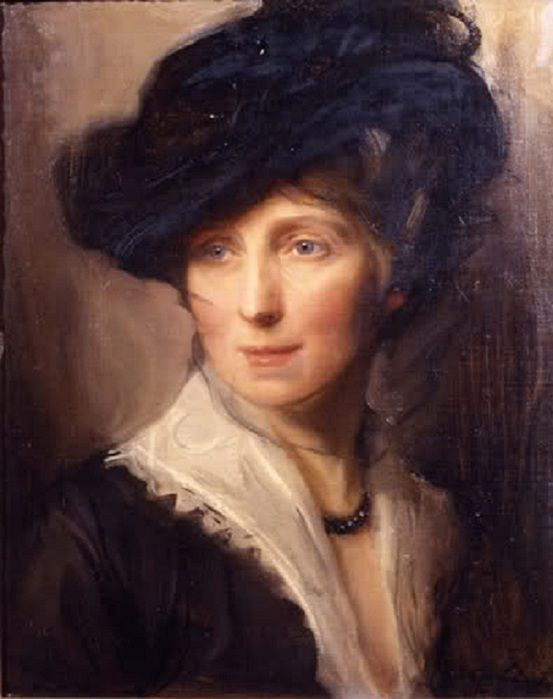
画家の妻ルーシー・ド・ラースロー（1915年）